# Relaciones Chile-Singapur
Las relaciones Chile-Singapur son las relaciones internacionales entre la República de Chile y la República de Singapur. Ambos países de la cuenca del Pacífico son miembros de la Organización Mundial de Comercio, del Foro de Cooperación Económica Asia-Pacífico (APEC) y del Acuerdo Estratégico Transpacífico de Asociación Económica.

## Historia
Chile y Singapur mantienen una relación privilegiada de cooperación bilateral, que data desde los años 1960.
Durante la reunión de líderes de la APEC de 2002, realizada en Los Cabos, México, el primer ministro de Singapur Goh Chok Tong y el presidente de Chile Ricardo Lagos, junto a la primera ministra de Nueva Zelanda Helen Clark, comenzaron las negociaciones sobre el entonces denominado Pacific Three Closer Economic Partnership (P3-CEP), un acuerdo de asociación económica de países de la cuenca del Pacífico, a cuyas negociaciones posteriormente se añadiría Brunéi. Las negociaciones del Acuerdo Estratégico Transpacífico de Asociación Económica (Acuerdo TPSEP o P4) entraron finalmente en vigor en 2006, y han profundizado la relación comercial entre los países suscriptores, además de establecer memorandos sobre cooperación laboral y medioambiental. A propósito de dicho acuerdo, Singapur concedió a Chile la desgravación inmediata a partir del primer día de la entrada en vigencia al 100% de los productos chilenos.
En materia política, en noviembre de 2008 el primer ministro singapurense Lee Hsien Loong efectuó una visita oficial a Chile, la que fue correspondida por la presidenta chilena Michelle Bachelet en noviembre de 2009, cuando visitó Singapur con el objeto de participar de la Cumbre APEC. Durante su visita sostuvo una reunión bilateral con el primer ministro Lee Hsien Loong, en la que junto con revisar el positivo estado de la relación bilateral se reforzó la idea de continuar trabajando en el marco del acuerdo de educación firmado en Santiago en el mes de noviembre de 2008, así como avanzar en los puntos pendientes de la negociación del acuerdo de doble tributación.
Dentro de los instrumentos bilaterales suscritos entre Chile y Singapur, se destacan un convenio de servicios aéreos (1980), un convenio sobre exención de impuestos a la renta por los ingresos obtenidos por las empresas navieras del otro país derivados de la operación internacional de buques (1993), un memorándum de entendimiento sobre cooperación contra el narcotráfico (1998) y otro para la cooperación e intercambio educacional (2008).

## Relaciones comerciales
En 2016, el intercambio comercial entre ambos países ascendió a los 179,6 millones de dólares estadounidenses, lo que supuso un crecimiento promedio anual de 3,2% en los últimos cinco años. Los principales productos exportados por Chile fueron cátodos de cobre, salmones y gasolinas, mientras que aquellos exportados principalmente por Singapur al país sudamericano fueron preparaciones alimenticias, medicamentos antifúngicos y aceites combustibles destilados.

## Misiones diplomáticas
- Chile tiene una embajada en Singapur.
- Singapur cuenta con un consulado honorario en Santiago de Chile.